# 1730년대
1730년대는 1730년부터 1739년까지를 가리킨다.